# Adam F
Adam F (справжнє ім'я — Адам Фентон, народився 8 лютого 1972 р.) — британський Drum and Bass продюсер та DJ.

## Кар'єра
Його перший хіт був класичний techstep Metropolis/Mother Earth, який був виданий в 1997 році на лейблі Metalheadz. Вважається, що однією з найперших його робіт була Drum & Bass/Jazz fusion "Circles", з його унікальною структурою і знаменитою бас доріжкою. У 1998 році він виграв MOBO нагороду за його дебютний альбом Colours. У 2001 році він починає успішну кар'єру в області хіп-хоп, в першу чергу з його новаторським альбомом KAOS - The anti-acoustic warfare, над яким він працював разом з такими артистами, як LL Cool J, Redman, і De La Soul. У 2002 році Адам отримав оцінку за фільм, Ali G Indahouse у головній ролі з Sacha Baron Cohen.
Він є засновником і співвласником британського незалежного лейблу Breakbeat Kaos, який випустив платиновий альбом Pendulum "Hold Your Colour", також він є основним співвласником drum and bass веб сайту Dogs on Acid. Він отримав 12 місце в Топ 40 синглів Великої Британії, а також 8 золотих і 2 платинових дисків.
На початку 2007 року, Адам отримав його першу роллю у кіно, британський інді-кримінальний трилер The Heavy.

## Дискографія
- 1994: Stronger Than Ever
- 1997: Metropolis/Mother Earth
- 1997: Colours
- 2001: KAOS - The anti-acoustic warfare
- 2002: KAOS - Drum and bass warfare
- 2003-2007: Breakbeat Kaos releases, including Pendulum album "Hold your Colour"; releases from Chase n Status, Brookes Brothers, Jungle sound, Gold
- 2008: Stadium Drum and bass

## Співробітництво

### Поп
- David Bowie
- The Pet Shop Boys
- Everything But The Girl
- Missy Elliott
- Redman
- L.L.Cool J
- Working title films
- Pendulum

### Drum and Bass
- MC Conrad
- J Majik
- DJ Fresh
- MC GQ
- Pendulum
- MC MC
- Redman

### Хіп-Хоп/R&B
- Jay-Z
- Destiny's Child
- M.O.P.
- Redman
- LL Cool J
- Missy Elliott
- De La Soul
- Beenie Man
- Carl Thomas
- Redundant
- Pharaohe Monch
- CNN
- G. Forbes
- Guru
- Lil Mo
- Siamese